# Parabotia brevirostris
Parabotia brevirostris is een straalvinnige vissensoort uit de familie van de modderkruipers (Cobitidae). De wetenschappelijke naam van de soort is voor het eerst geldig gepubliceerd in 2012 door Zhu & Zhu.